# 조암 광물
조암 광물은 암석을 이루고 있는 주된 광물을 말한다. 조암광물에는 석영, 장석, 흑운모, 각섬석, 휘석, 감람석 등이 있다.

## 종류와 성질
조암광물의 주성분 광물로는 석영 · 장석류 · 운모류 · 휘석류 · 각섬석류 · 감람석류가 있고, 부성분 광물로는 인회석 · 자철석 등이 있으며, 또한 화성암에서 주성분 광물을 무색광물과 유색광물로 나누는데, 무색광물로서는 석영 · 장석 등, 유색광물로서는 운모 · 각섬석 · 휘석 · 감람석 등이 있다.
모든 조암광물은 산소와 규소를 포함해서 규산염 광물이며, 철과 마그네슘이 포함되어있는 흑운모, 각섬석, 휘석, 감람석은 어두운 색을 띈다. 석영과 장석은 철과 마그네슘이 없으므로 밝은색을 띈다.
참고로 말하자면 장석이 조암광물 중 가장 많은 부피비를 차지한다(51%). 그 다음으로 석영이다(12%).휘석(11%), 흑운모(5%), 각섬석(5%), 감람석 (5%?)